# Bella, affettuosa, illibata cercasi...
Bella, affettuosa, illibata cercasi... (The Matchmaker) è un film statunitense del 1958 diretto da Joseph Anthony.
La sceneggiatura di John Michael Hayes è basata sull'opera teatrale omonima (The Matchmaker) di Thornton Wilder del 1955.

## Trama
Dolly Levi, un'intraprendente vedova ebrea di Yonkers, si guadagna da vivere combinando matrimoni. Innamoratasi del ricco e attempato Horace Vandergelder, gli propone un matrimonio con una bella e inesistente ragazza di New York. Horace trova la proposta allettante, ma prima di incontrarla, decide di fermarsi a salutare Irene Molloy, che in un primo tempo aveva voluto sposare, scoprendo che la donna nasconde in casa un uomo. Deluso, ritorna a Yonkers e Dolly riuscirà così a conquistare il suo cuore con un ingegnoso intrigo.